# Seydiler
Seydiler est une ville et un district de la province de Kastamonu dans la région de la mer Noire en Turquie.